# Roger Pratt (architecte)

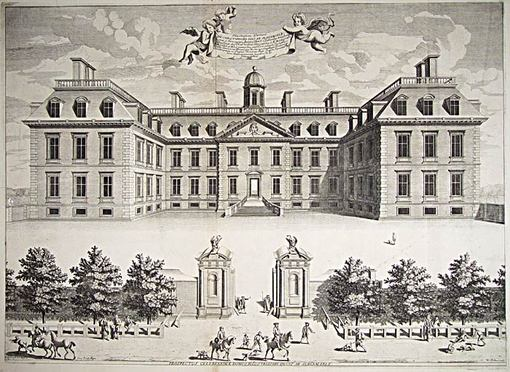
Clarendon House, Londres

Sir Roger Pratt (1620 - 20 février 1684) est un Gentilhomme anglais et architecte du XVIIe siècle. Il n'a conçu que cinq bâtiments connus, mais est très influent, établissant un type de maison particulièrement anglais, qui est largement imité. Il s'appuie sur une gamme d'influences européennes, ainsi que sur le travail d'Inigo Jones, le premier architecte classique d'Angleterre. Pratt siège également à des commissions officielles et, en 1668, il est le premier architecte anglais à être fait chevalier pour ses services.

## Jeunesse
Pratt est né dans une famille terrienne du Norfolk, bien qu'il ait été baptisé à Marsworth, Buckinghamshire, le 2 novembre 1620. Il fait ses études au Magdalen College d'Oxford à partir de 1637 et en 1639 est admis à l'Inner Temple de Londres. L'année suivante, il hérite de la propriété de son père à Ryston, dans le Norfolk, mais choisit de quitter le pays pour éviter la guerre civile anglaise, qui éclate en 1642. Quittant l'Angleterre en avril 1643, il voyage en France, en Italie, en Flandre et en Hollande, étudiant l'architecture et se liant d'amitié avec l'écrivain John Evelyn à Rome. De retour en 1649, après l'exécution du roi Charles, Pratt retourne à l'Inner Temple, mais poursuit l'étude de l'architecture.

## Maisons

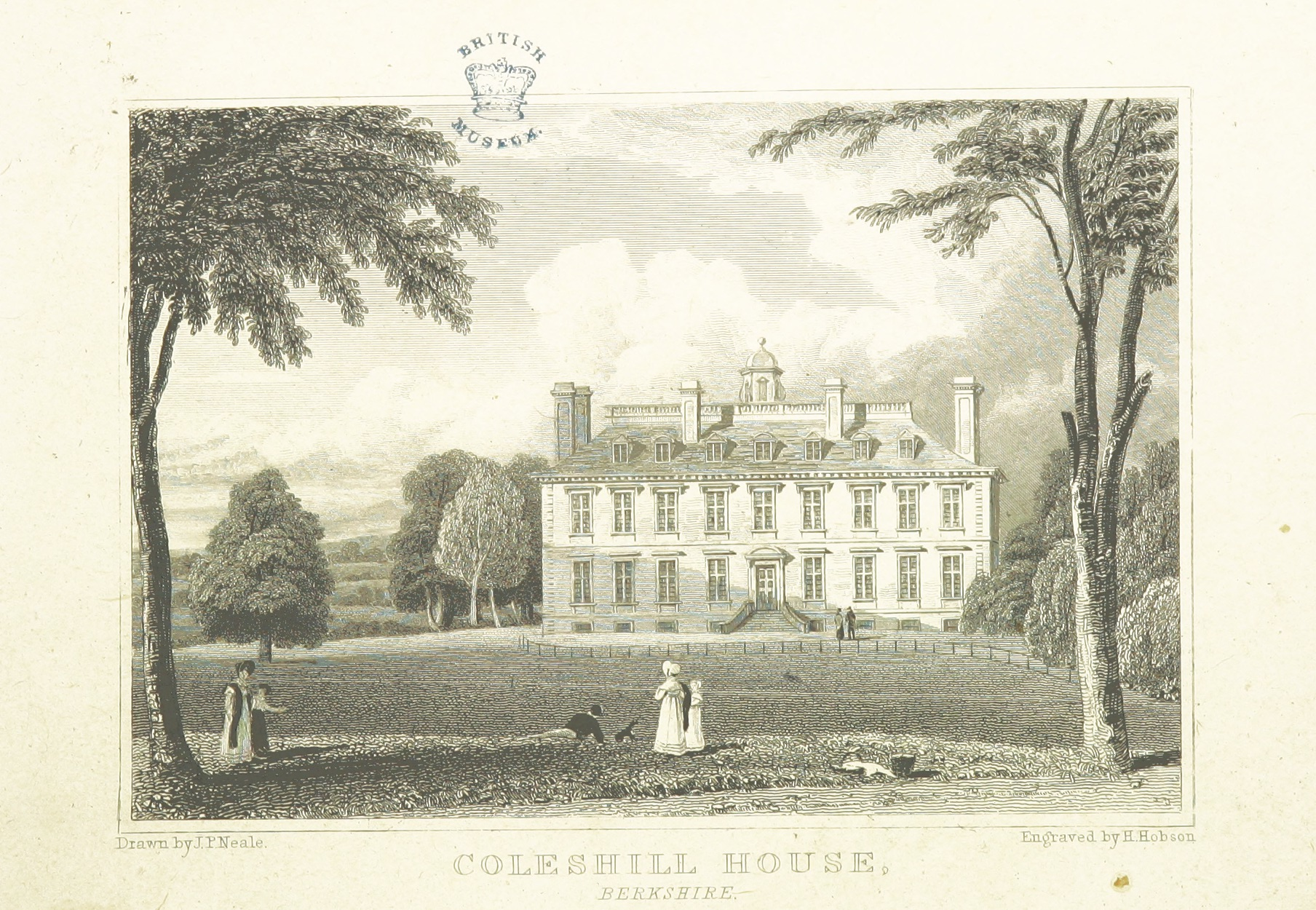
Coleshill House, Oxfordshire

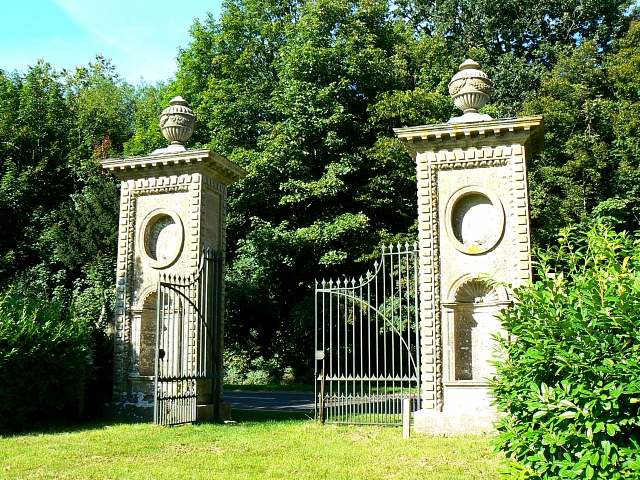
Les portes sont tout ce qui reste de Coleshill House, Oxfordshire

Dans les années 1650, Pratt s'implique dans la reconstruction de Coleshill House, Berkshire (vers 1658–1662; démo. 1952), la maison de son cousin, Sir George Pratt. La maison est attribuée à Inigo Jones, mais bien que Jones soit maintenant principalement crédité de la conception, l'exécution est de Pratt. La maison est un exemple de maison à double pile, qui est populaire dans l'Angleterre du XVIIe siècle, et recommandée par Pratt car « elle semble de toutes les autres être la plus utile… pour cela, nous avons beaucoup de place dans une petite boussole… et il peut y avoir une grande réserve de murs » (Gunther, p. 24).
Le grand escalier à deux étages et l'utilisation de couloirs centraux à chaque étage permettent de séparer les suites d'appartements et empêchent les chambres privées d'être des passages dans la maison. Très probablement inspirée par ses voyages, la maison est un mélange d'idées architecturales italiennes, françaises, hollandaises et anglaises et comprend des caractéristiques telles que la plate-forme et la coupole sur le toit, les greniers à lucarnes, le sous-sol à moitié enfoncé, l'élévation astylaire et les appartements placés symétriquement. Les détails palladiens sont évidents dans les fenêtres et les corniches, et le plan «à double pile» est dérivé de la maison de la reine de Jones à Greenwich (1614–1617). 

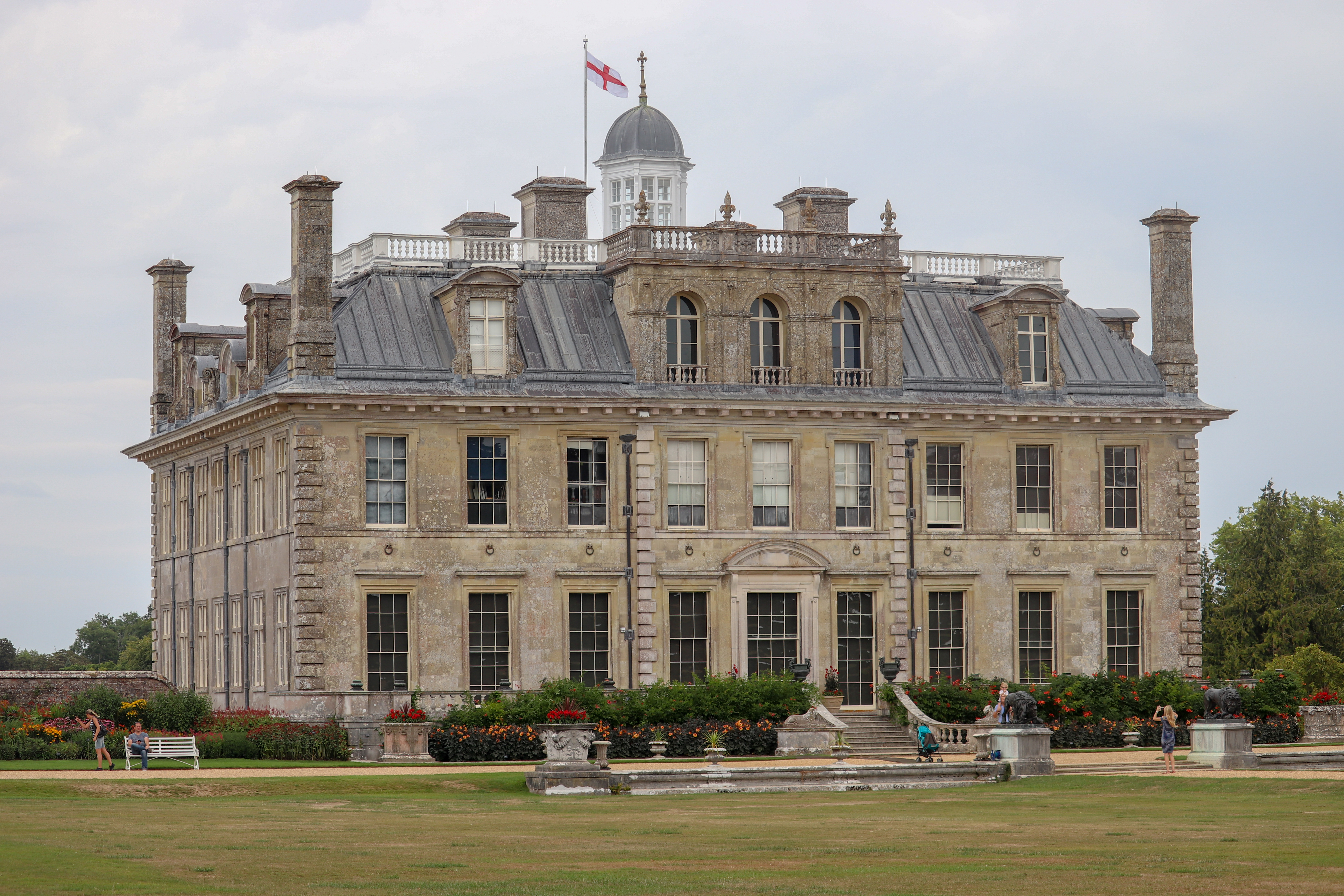
Les côtés sud et ouest de Kingston Lacy, tels que remodelés par Sir Charles Barry au XIXe siècle

Entre 1663 et 1665, Pratt est engagé sur des maisons pour Sir Ralph Bankes, à Kingston Lacy, Dorset (1663–5; modifié 1835–41), et pour William Alington, 3e baron Alington, à Horseheath Hall, Cambridgeshire (1663–5; dém. 1792).
Affinant ses idées et corrigeant le problème que les couloirs de Coleshill causent avec un contact accidentel entre la famille, les visiteurs et les domestiques, une complication abordée par de nombreux architectes du XVIIe siècle, Pratt adapte ses plans. Kingston Lacy et Horseheath Hall ont tous deux des plans tripartites avec une salle centrale à deux étages. À chaque extrémité, Pratt introduit de grands compartiments d'escalier, avec des appartements indépendants aux angles. À Horseheath, Pratt ajoute un fronton à l'avant. La maison est illustrée dans l'enquête architecturale de Colen Campbell, Vitruvius Britannicus, bien qu'elle ait de nouveau été attribuée à John Webb. La maison à onze travées a un fronton à trois travées, des chaînes d'angle rustiques et un toit en croupe surmonté d'une balustrade et d'une lanterne.
Le bâtiment le plus important de Pratt est Clarendon House, construit entre 1664 et 1667 pour le Lord grand chancelier, Edward Hyde, 1er comte de Clarendon. Située sur Piccadilly dans la ville de Westminster, la maison est de courte durée et les enregistrements sont limités. Les gravures montrent une maison à fronton semblable à Horseheath, mais avec des ailes courtes à chaque extrémité. Clarendon représente la forme la plus développée de l'idéal de Pratt et est "parmi les premières grandes maisons classiques à être construites à Londres". Il est largement salué et devient largement imité, par exemple à Belton House. En 1669, Pratt reconstruit sa propre maison, Ryston Hall, Norfolk, dans un style d'influence française.

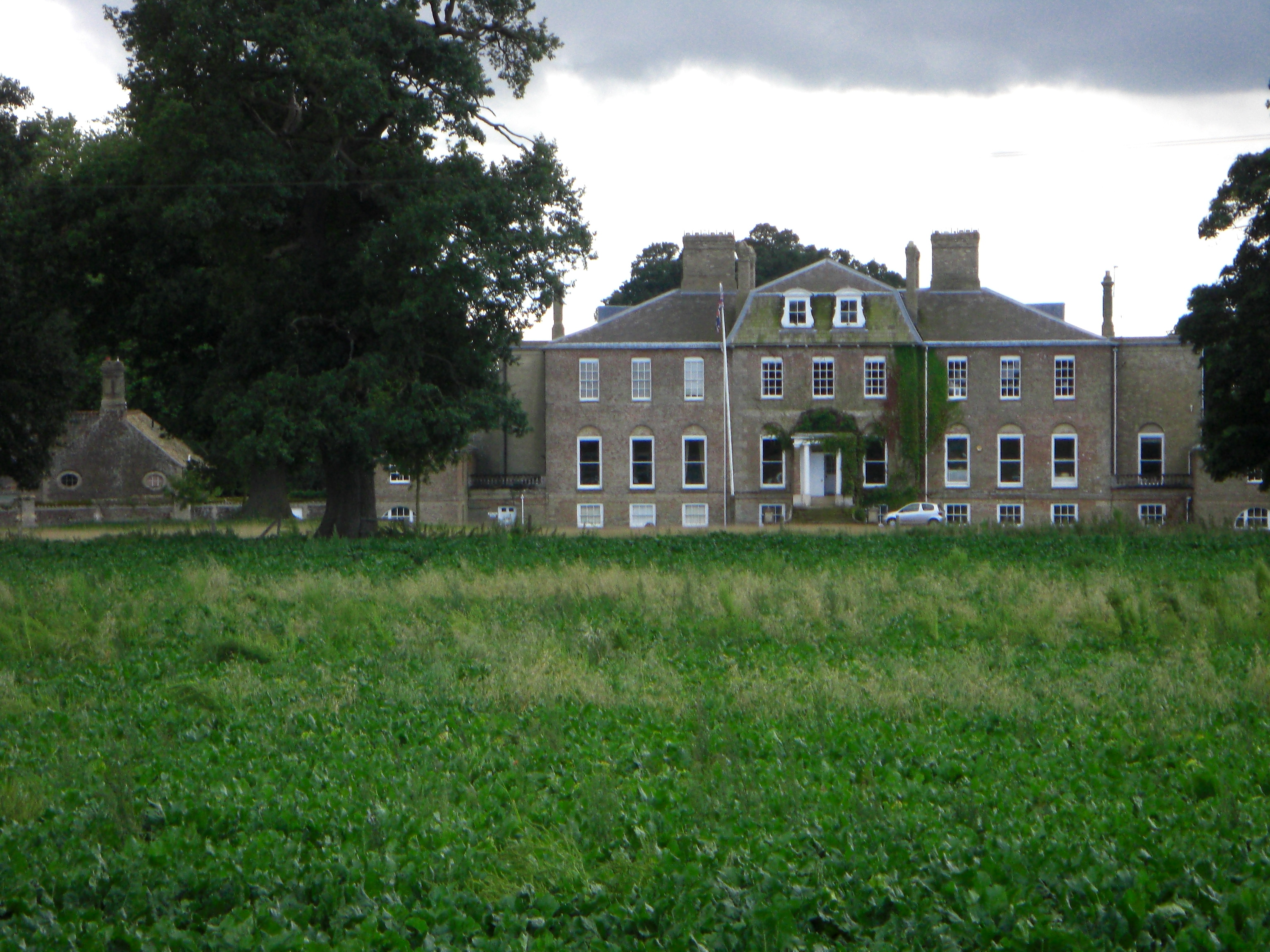
Ryston Hall, Norfolk

Peu de travaux de Pratt restent intacts. Clarendon House est vendue en 1675 et démolie en 1683, seulement 16 ans après son achèvement. Horseheath est démoli en 1777 et Coleshill brûle en 1952. Kingston Lacy est modifié par Sir Charles Barry dans les années 1830 et Ryston Hall est remodelé par Sir John Soane.

## Travaux officiels
En 1663, une commission est formée pour superviser la restauration de la vieille cathédrale Saint-Paul en ruine à Londres. La commission obtient un rapport de Pratt, qui recommande de laisser la structure s'effondrer d'elle-même. Lors d'une réunion fin août 1666, la commission opte plutôt pour les propositions de reconstruction de Christopher Wren.
Une semaine plus tard, le grand incendie de Londres éclate, détruisant une grande partie du centre de Londres, dont Old St Paul's. En septembre, Pratt est l'un des trois « commissaires à la reconstruction de la ville de Londres », nommés par le roi Charles II, les autres étant Wren et Hugh May. Accompagnés de trois représentants de la City de Londres (Robert Hooke, Edward Jerman et Peter Mills), ils sont chargés de constater les dégâts et de promouvoir les méthodes de reconstruction. Le travail des commissaires conduit à deux actes parlementaires de reconstruction, en 1666 et 1670, bien que, contrairement à Wren, Pratt n'ait plus joué aucun rôle dans les travaux de reconstruction.
Le 16 juillet 1668, Roger Pratt est fait chevalier par Charles II, devenant ainsi le premier architecte anglais à être ainsi honoré.

## Fin de carrière
Après son titre de chevalier et son mariage la même année avec Ann Monins, fille de Sir Edward Monins. Pratt choisit de se retirer dans sa propriété familiale à Norfolk. La reconstruction de Ryston Hall est son dernier travail, et il se concentre ensuite sur l'amélioration agricole. Il meurt en 1684, et est enterré dans l'église de Ryston.